# Microrregión de Jacarezinho
La microrregión de Jacarezinho era una de las  microrregiones del estado brasileño del Paraná, perteneciente a la mesorregión del Norte Pionero Paranaense. Su población fue estimada en 2006 por el IBGE en 119.534 habitantes y estaba dividida en seis municipios. Poseía un área total de 2.759,513 km².
En 2017, el IBGE disolvió las mesorregiones y microrregiones, creando un nuevo marco regional brasileño, con nuevas divisiones geográficas denominadas, respectivamente, regiones geográficas intermedias e inmediatas.

## Municipios
- Barra do Jacaré
- Cambará
- Jacarezinho
- Jundiaí do Sul
- Ribeirão Claro
- Santo Antônio da Platina

- Datos: Q1903472